# آرنوین
آرنوین نام یک کتاب ادبی است که توسط آلفونس دوده، نویسندهٔ اهل فرانسه نوشته شده‌است. این کتاب یکی از آثار مشهور ادبی جهان است.